# Slayer
Slayer er et amerikansk thrash metal-band, stiftet i 1981 af Kerry King og Jeff Hanneman. Bandet har siden udgivet 10 studiealbums, 2 livealbums og et bokssæt, og regnes som et af de fire mest indflydelsesrige thrash metal-bands nogensinde – de tre andre værende Metallica, Megadeth og Anthrax.
Slayers popularitet steg i løbet af 1980'erne, hvor de var et af de førende bands indenfor thrash metal-bevægelsen, og hjalp med at definere genren med milepæl-udgivelsen Reign In Blood, som er blevet betegnet som "det hårdeste album nogensinde". Slayers albumomslag og tekster har mødt stor kritik fra religiøse grupper og offentligheden med emner som seriemordere, satanisme, religion, krig og holocaust, som har resulteret i forbud, udsættelser, retssager og protester.
Slayer er kendt for deres udprægede musikalske stil, det involverer guitarsoloer, dobbelt stortromme og skrigende vokal. De har to Grammynomineringer og vandt en i 2007 med sangen "Eyes of the Insane", solgt millioner af albums, og været hovednavn på mange store festivaler rundt omkring i verden.

## Historien

### De tidlige dage (1981-1983)
I 1981 mødtes Kerry King og Jeff Hanneman, og sammen stiftede de Slayer. De to fandt derefter bassist/sanger Tom Araya, som tidligere havde spillet med King i et andet band, og trommeslageren Dave Lombardo, som King havde mødt, da Lombardo leverede pizza.
Bandet begyndte deres karriere med at spille coverversioner af Iron Maiden og Judas Priest-sange på klubber og til fester i det sydlige Californien. Deres første shows havde et gennemgående satanisk tema med pentagrammer, kraftig makeup og omvendte kors.
Slayer indspillede deres første demo i 1982 – den indeholdt bl.a. sangene "Fight Till Death", "Black Magic" og "The Antichrist".. Demoen blev populær i undergrundsmiljøet, hovedsageligt fordi den havde to lead guitarer – noget som Iron Maiden og Judas Priest også havde, et image som Venom og Mercyful Fate, samt tempoet og vreden fra hardcore punk. Fra da af begyndte Slayer at udvikle deres egen stil.
Da Slayer opvarmede for Bitch på Woodstock Club i Los Angeles, blev de opdaget af Brian Slagel, som var tidligere musikjournalist og på dette tidspunkt lige havde stiftet pladeselskabet Metal Blade Records. Slagel overbeviste bandet om, at de skulle indspille sangen "Aggressive Perfector" til hans Metal Massacre III, som blev udgivet i 1983. Sangen blev så godt modtaget af undergrundsmiljøet, at Slagel tilbød dem en pladekontakt.

### Show No Mercy(1983-1984)
Uden penge til indspilningerne blev bandet nødt til selv at finansiere deres debutalbum.
Med Arayas sparepenge fra hans arbejde som åndedrætsterapeut og penge de måtte låne af Kings far, tog de i studiet i november 1983.
Debutalbummet, Show No Mercy endte på hylderne i december 1983, kun tre uger efter at albummet var færdiggjort. Det blev udgivet af Metal Blade Records. På grund af det lykkedes det bandet at forøge sin popularitet i undergrunden. Slayer påbegyndte sin første nationale turné for at promovere sit album. Turnéen var en succes, og gruppen solgte 20.000 album.
I august 1984 udgav Slayer ep'en Haunting The Chapel. Ep'en havde en mørkere, thrashorienteret stil end forgængeren og lagde grundstenen for bandets videre musikalske stil.
Slayer havde sin første europæiske livedebut på Heavy Sounds Festival i Belgien som opvarmningsband for UFO. Bagefter vendte de tilbage for at begynde sin Haunting North America-turné i 1985. Under turnéen forlod Kerry King midlertidigt Slayer for at gå med i Dave Mustaines nye band Megadeth.
Hanneman var på det tidspunkt bekymret over Kings beslutning og sagde i et interview: "Jeg tror vi er nødt til at finde en ny guitarist". Selvom Mustaine prøvede at få King med i bandet permanent, vendte King tilbage til Slayer efter fem koncerter, fordi han mente, at Megadeth tog for meget af hans tid. Bruddet forårsagede en splittelse mellem King og Mustaine, som udviklede sig til en vedvarende fejde mellem de to bands.
Efter Kings tilbagevenden begyndte bandet 1984 Combat Tour sammen med Venom og Exodus.
I november 1984 udgav Slayer ep'en Live Undead. Ep'en er betegnet som "live", men den blev indspillet i et studie i New York, hvor fans blev delt op i to grupper for at imitere larm fra et publikum.

### Hell Awaits(1985-1986)
Tidligt i 1985 udgav Slayer sin første koncertvideo kaldet Combat Tour: The Ultimate Revenge. Videoen var optaget i Studio 54 i New York på bandets turné med Venom og Exodus.
I mellemtiden havde Show No Mercy solgt over 40.000 eksemplarer verden over, og bandet gik nu i studiet igen for at indspille sit andet album. Metal Blade finansierede studiets udgifter og lod bandet hyre produceren Ron Fair.
I september 1985 udkom Slayers andet album, Hell Awaits, som udvidede den mørke stil fra Haunting the Chapel med helvede og Satan som grundlæggende temaer. Albummet var bandets meste progressive album med længere og mere komplekse sangstrukturer. Det første nummer på Hell Awaits er en baglæns optagelse af en dæmonisk stemme, der konstant gentager ordene "Join us" ("Kom med os"), og ender med "Welcome back" ("velkommen tilbage"), før første sang begynder. Albummet blev et hit med det samme, og fans valgte Slayer som bedste band, bedste liveband, Hell Awaits som bedste album og Dave Lombardo som bedste trommeslager i det britiske magasin Metal Forces via en meningsmåling.

### Reign In Blood(1986-1987)
Efter den internationale succes med Hell Awaits skrev Slayer kontrakt med Rick Rubins Def Jam Records, der dengang hovedsagligt var et hiphop-baseret pladeselskab. Med en garvet producer og et stort pladeselskab i ryggen gennemgik bandet en forandring, der resulterede i kortere, hurtigere sange med en skarpere produktion. Slayer gik fra de komplekse arrangementer og lange sange på Hell Awaits til en mere hardcoreagtig sangstruktur.
Def Jams distributør, Columbia Records, nægtede at udgive Reign in Blood pga. dets kontroversielle omslag og tekstmæssige temaer – "Angel of Death" beskrev f.eks. de nazistiske koncentrationslejre og menneskeeksperimenter udført af Josef Mengele. Albummet blev i stedet distribueret af Geffen Records 7. oktober 1986; på grund af det kontroversielle indhold fremgik udgivelsen ikke af selskabets skema over udgivelser.
Albummet blev ikke spillet i radioen, men blev alligevel Slayers første plade, der kom ind på Billboard 200 som nummer 94 og blev bandets første album, som fik en guldplade i USA. Kerrang! beskrev albummet som "et thrash mesterværk" og "det tungeste album nogensinde".
I oktober 1986 indledte Slayer Reign in Pain-turnéen, først med Overkill i USA og senere med Malice i Europa. Bandet blev da indkaldt som opvarmning for W.A.S.P.'s amerikanske turné, men kun én måned inde i turnéen valgte trommeslager Dave Lombardo at forlade bandet. Lombardo sagde senere om bruddet:
| Citat                               | Jeg tjente ikke nogen penge. Jeg fandt ud af, at hvis vi skulle gøre det her professionelt, på et stort pladeselskab, ville jeg have min husleje og min andel betalt. | Citat |
| Dave Lombardo om bruddet med Slayer | |       |

For at fortsætte turnéen måtte de hyre Tony Scaglione fra Whiplash. Lombardos kone fik ham dog senere lokket tilbage i bandet. Da turnéen fortsatte i 1987, overbeviste Rick Rubin Dave Lombardo om at komme tilbage til bandet, efter at Rubin havde insisteret på, at Slayer skulle lave en coverversion af Iron Butterflys nummer "In-A-Gadda-Da-Vida" til filmen Less Than Zero. Selvom bandet ikke var tilfredse med det færdige produkt, var sangen det første Slayer-nummer, der fik spilletid i radioen.

### South of Heaven(1988-1989)
Slayer vendte tilbage til studiet for at indspille deres fjerde studiealbum. I modsætning til det høje tempo på Reign In Blood besluttede bandet, at de skulle sænke tempoet på deres nye materiale, hvilket også omfattede melodisk frem for skrigende vokal. Det resulterede i South of Heaven fra 1988. Albummet modtog meget kritik af garvede fans, selvom det var deres kommercielt mest succesrige på det tidspunkt. South of Heaven debuterede som nummer 57 på Billboard Top 200, og det var gruppens andet album der solgte til guld i USA.
Pressens anmeldelser var blandet med f.eks. All Music Guide, der sagde albummet var "skræmmende og kraftfuldt," mens Rolling Stone kaldte albummet for "ægte stødende satanisk ævl". South of Heaven indeholdt også en coverversion af Judas Priests "Dissident Aggressor", der dermed blev bandets første covernummer, som blev udgivet på et album.
I 1988 påbegyndte de World Sacrifice Tour med Nuclear Assault, og i sommeren 1988 var de "æresgæster" på Judas Priests Ram it Down-turné. Efter næsten seks år på turné tog bandet en pause i 1988.

### Seasons in the Abyss(1990-1993)
Slayer vendte tilbage i studiet sammen med produceren Andy Wallace for at indspille deres femte studiealbum. Efter South of Heaven gik Slayer tilbage til den hamrende hastighed fra Reign in Blood, mens de holdt fast i deres nye melodiske følelse. Seasons in the Abyss kom på gaden i oktober 1990, og var det første album, der blev udgivet af Rick Rubins nye pladeselskab Def American. Pladen debuterede som nummer 44 på USA's hitliste Billboard, og var bandets tredje i træk, der solgte til guld i USA. Albummets titelnummer "Seasons in the Abyss" lå til grund for bandets første musikvideo. Den blev optaget foran Giza Pyramiderne i Egypten.
Slayer vendte også tilbage som liveband i september 1990 for at være hovednavn på Clash of the Titans-turnéen sammen med Megadeth, Suicidal Tendencies og Testament. Med amerikansk thrashs popularitet på sit absolutte højdepunkt blev turnéen udvidet til USA i 1991 med Megadeth, Anthrax og Alice In Chains. Bandet indspillede et dobbelt livealbum, der kom til at hedde Decade of Aggression, som kom ind som på nummer 55 på Billboard Top 200 i 1991.
I maj 1992 blev Dave Lombardo smidt ud af bandet på grund af en konflikt med gruppens andre medlemmer, og fordi han ville tage sin kone med på turné. Lombardo dannede sit eget band Grip Inc. sammen med Voodoocults guitarist Waldemar Sorychta. Slayer hyrede den tidligere Forbidden-trommeslager Paul Bostaph til at udfylde Lombardos plads.
Slayer optrådte første gang med Paul Bostaph i 1992 på Monsters of Rock festivalen i Castle Donington. Samtidig indspillede de en potpourri af tre Exploited-sange "War", "UK'82" og "Disorder" sammen med rapperen Ice-T til soundtracket på Judgements Night i 1993.

### Divine Intervention(1994-1995)
I 1994 udgav Slayer Divine Intervention, som var deres første album med den nye trommeslager Paul Bostaph. Albummet indeholdt sange om Reinhard Heydrich, en af planlæggerne af holocaust, og om Jeff Dahmer i sangen "213", som var nummeret på hans lejlighed, hvor han myrdede, voldtog og torturede 17 ofre. Derudover handlede flere sange også om mord samt om kirkens og regeringens uhyrligheder. Arayas interesse for seriemordere lå til grund for mange af teksterne.
Slayer gjorde klar til en verdensturné med opvarmning fra Biohazard og Machine Head. Live Intrusion, en video med koncertoptagelser med bl.a. et cover af Venoms "Witching Hour" sammen med Machine Head blev udgivet. Forholdet mellem King og Machine Heads frontmand Rob Flynn er siden blevet forværret, efter King har stemplet Machine Head som "sell outs," og kaldt dem ansvarlige for rap metal.

### Undisputed Attitude(1996-1997)
I 1996 udgav Slayer Undisputed Attitude, et album med punk-coverversioner. Bandet genindspillede sange af Minor Threat, T.S.O.L., D.R.I., D.I., Dr. Know, Verbal Abuse og Iggy And the Stooges, med bandets egne "Can't Stand You", "Gemini" og "Ddamm", der var skrevet af Hanneman i 1984-85, mens han arbejdede på sit sideprojekt. Bostaph valgte kort efter udgivelsen at forlade bandet på grund af sit arbejde med et andet projekt ved navn The Truth About Seafood. Han blev afløst af Jon Dette fra Testament, der dog blev fyret et år efter på grund af et udfald med de andre bandmedlemmer, og Bostaph kom tilbage kort efter.
I 1996 blev bandet slæbt i retten af forældrene til Elyse Pahler, der beskyldte Slayer for gennem deres tekster at have opfordret deres datters drabsmænd til mord. Elyse var blevet bedøvet, kvalt med et bælte, stukket med en kniv, trampet på og voldtaget som en offergave til Djævelen af tre fans af bandet. Sagen blev indledt i retten den 19. maj 2000, hvor det blev fremført, at Slayers udgivelser er skadelige og opmuntrer teenagere til vold igennem tekster, der forherliger vold, og at "ingen af voldshandlingerne, der blev begået imod Elyse Marie Pahler, ville være sket uden indblanding fra dødsmetal-bandet Slayers måde at markedsføre sig på. Sagen blev afvist af den californiske overordnede ret i San Luis Obispo Amt i 2001 af flere grunde, deriblandt "ytringsfriheden, mangel på skyldighed og forudseenhed", .
Endnu en retssag blev sat i gang med krav om en udbedrende undskylding for alt besværet Slayer, deres pladeselskab, og anden industri og pladeselskaber som retssagen havde skabt. Også denne sag blev afvist, idet dommer E. Jeffrey Burke udtalte: "Jeg mener ikke, at Slayers musik er sjofel, uanstændig eller skadelig for mindreårige."

### Diabolus In Musica(1998-2001)
Diabolus in Musica (latin for "Djævelen i musik") blev udgivet i 1998, og debuterede øjeblikkeligt som nummer 31 på Billboard 200, samt solgte over 46.000 eksemplarer. Albummet var bandets første med drop D, bl.a. det første nummer, "Bitter Peace", gjorde brug af det musikalske område, som refererer til middelalderen og djævelen.
Slayer gik sammen med digital hardcore-gruppen Atari Teenage Riot for at indspille soundtracket til filmen Spawn. Slayer viste også deres anerkendelse over for Black Sabbath ved at indspille et covernummer af "Hand of Doom" til det andet af to hyldestalbums med titlen Nativity in Black II.
En verdensturné fulgte op for at støtte det nye album. Slayer optrådte bl.a. i Storbritannien ved Ozzfest.

### God Hates Us All(2001-2005)
Efter forsinkelser angående remiksing og omslagdesign, deriblandt et ekstra omslag til at dække det originale omslagdesign, blev God Hates Us All udgivet 11. september 2001. Bandet blev for første gang nomineret til en Grammy for åbningsnummeret "Disciple". Den 8. januar 2002 blev vinderen afsløret, hvilket blev Tool med sangen "Schism".
Reklamematerialet om albummets titel og udgivelsesdato blev uheldigvis kædet sammen med terrorangrebene samme dag.
2001-turnéen Tattoo The Planet, hvor Static X, Pantera, Biohazard og Vision of Disorder skulle have optrådt, blev berørt af det begrænsede antal flyvninger i dagene efter terrorangrebet, og flere koncerter blev flyttet eller aflyst. Et flertal af bandene valgte at trække sig fra turnéen og efterlod Slayer og Static X tilbage på den europæiske del af turnéen. Pantera, Biohazard og Vision of Disorder blev erstattet af Cradle of Filth og andre lokale bands deriblandt Amorphis, In Flames, Moonspell, Children of Bodom og Necrodeath. Trommerslageren Bostaph forlod kort tid efter bandet på grund af en kronisk albueskade, som gjorde ham ude i stand til at spille.. Bostaph blev afløst af den oprindelige trommeslager Dave Lombardo.
Slayer turnerede med at spille Reign In Blood i fuld længde gennem hele efteråret 2003 under mottoet "Still Reigning". Under det sidste nummer, "Raining Blood", kulminerede det hele med, at bandet blev gennemblødt af falsk blod. Live-optagelser af dette blev optaget ved Augusta Civic Center den 11. juli 2004 og udgivet i 2004 på dvd'en Still Reigning. Bandet udgav også War at the Warfield og et bokssæt, Sound of the Apocalypse, der indeholdt sjældenheder, live-cd, dvd og diverse Slayer-grej.
Fra 2002 til 2004 optrådte bandet over 250 gange, og var hovednavnet på flere store festivaler: H82k2, Summer Tour, Ozzfest 2004, Download Festival og en Europa-turné sammen med Slipknot. Under forberedelserne til Download Festival blev Metallicas trommeslager Lars Ulrich indlagt på hospitalet med en mystisk sygdom, og var ude af stand til at spille. Metallicas forsanger James Hetfield søgte efter frivillige, som med øjeblikkeligt varsel kunne afløse Lars Ulrich; Lombardo og Slipknot-trommeslager Joey Jordison meldte sig, og Lombardo optrådte med sangene "Battery" og "The Four Horsemen".

### Christ Illusion(2006-)
Albummet Christ Illusion skulle udgives 6. juni 2006, men blev droppet, fordi bandet ikke ville tilslutte sig gruppen af "fucking idiotiske taber-bands," der udgav albummer på den "sataniske" dato 06/06/06. Det var det første album siden 1990'ernes Seasons in the Abyss, som blev indspillet med bandets oprindelige trommeslager Lombardo. I stedet udgav Slayer 6. juni Eternal Pyre, en ep som udkom i begrænset antal med sangen "Cult", en liveoptræden med "War Ensemble" i Tyskland, videooptagelser af bandets indspilning af "Cult" og en fem-minutters video af en Slayer-fan, som indskærer bandets navn i sin underarm. Der blev udgivet 5.000 eksemplarer, som udelukkende blev solgt gennem butikskæden Hot Topic. Allerede i løbet af få timer var albummet udsolgt.
Christ Illusion blev udgivet 8. august 2006, hvor den debuterede som nummer 5 på Billboard 200, og solgte over 62.000 eksemplarer den første uge efter sin udgivelse. Albummet blev det af Slayers album, som er nået højst op på Billboard, og slog dermed deres tidligere album Divine Intervention, som blev nummer 8. På trods af den høje placering faldt udgivelsen til nummer 44 i den følgende uge. Tre uger efter albummets udgivelse blev Slayer indsat i Kerrang! Hall of Fame for deres indflydelse på heavy metal scenen.
En verdensomspændende turné, The Unholy Alliance, blev påbegyndt for at gøre reklame for det nye album. Turnéen skulle oprindeligt begynde 6. juni, men blev udsat til 10. juni, da Tom Araya gennemgik en galdeblæreoperation. In Flames, Mastodon, Children of Bodom, Lamb of God og Thine Eyes Bleed støttede Slayer. De fleste af grupperne (deriblandt Bloodsimple) som deltog, gendannede sig for at optræde ved Japans Loud Park Festival 15. oktober 2006.
Videoen til albummets anden single, "Eyes of the Insane", blev udgivet 30. oktober 2006. Nummeret var med på lydsporet til Saw III, og vandt en Grammy i kategorien "Best Metal Performance". En uge senere besøgte bandet 52nd Services Squadron på Spangdahlem U.S. Air Force Base i Tyskland. Dette var bandets første besøg nogensinde på en militærbase. Bandet havde deres første netværks tv-optræden i Jimmy Kimmel Live!-showet den 19. januar, hvor de spillede sangen "Eyes of the Insane," samt fire andre sange for fansene efter showet, (selvom optagelser af "Jihad" blev fraklippet på grund af kontroversielle temaer). Slayer turnerede i Australien og New Zealand i april med Mastodon og deltog i Download Festival, Rock am Ring, og sommerturnéen med Marilyn Manson og Bleeding Through.
Gruppen udgav en speciel version af Christ Illusion, som indeholdt et nyt albumomslag og bonussporet "Final Six," der modtog en Grammy Award i kategorien "Best Metal Performance" ("Bedste metal optræden"). Dette er bandets andet album til at modtage en pris i denne kategori.

### World Painted Blood(2009–)
I interviews med Thrash Hits and Worcester magasinet udtrykte Araya sin usikkerhed om bandets fremtid, og han kunne ikke se sig selv fortsætte karrieren i en senere alder. Når bandet havde færdiggjort World Painted Blood, som var den sidste plade i deres kontrakt, ville de sætte sig ned, og diskutere fremtiden. Modsat udtrykte King optimisme om at bandet mindst ville producere to albums mere inden de begyndte at overveje opløsning: "Vi snakkede om at gå i studiet næste februar [2009] og få den næste plade ud så hvis vi gør tingene på en ordentlig måde kan jeg ikke se der er nogen årsag til vi ikke kan have mere end et album ude... Jeg tror tiden vil kommer hvor en bare vil sige: Jeg vil ikke det her mere. Men jeg havde det fedt."
Sammen med Trivium, Mastodon, og Amon Amarth tog Slayer på deres 'The Unholy Alliance: Chapter III' gennem oktober og november i 2008. Den 27. januar blev det bekræftet, at Slayer ville stå som overskrifter på den anden Mayhem Festival i sommeren 2009. Sammen med Megadethkom de også til at stå som overskrifter på Canadian Carnage-turnéen, som var første gang disse to grupper havde optrådt sammen i over 15 år, hvor de dengang havde fire shows i Canada i juni med opvarmerne Machine Head og Suicide Silence.
Bandets tiende studiealbum World Painted Blood blev udgivet den 3. november i Nordamerika og 2. november i resten af verden gennem American Recordings.
Efter udgivelsen af deres nye album bekræftede Slayer, de ville tage på en Nordamerika og Europa turné sammen med grupperne Megadeth og Testament. American Carnage-turnéen vil begynde i Quebec City, QC Canada den 23. juli.
Tidligt i 2010 annoncerede Slayer, de ville deltage i Wacken Open Air-festivalen samme år.
Jeff Hanneman dør den 2 Maj, 2013, efter længere tids sygdom, dødsårsagen er alkoholrelateret leversvigt, efter mange år med massivt alkohol misbrug. Gary Holt fra Exodus som i mange år havde et tæt venskab med både King og Hanneman, bliver medlem af Slayer, og medvirker på LPen Repentless fra 2015.

## Indflydelse
Slayer krediteres ofte som en af "the Big four" ("De fire store") thrash metal bands sammen med Metallica, Anthrax og Megadeth, som alle blev voldsomt kendte i de tidlige 1980'ere. Disse fire bands har haft en stor indflydelse på thrash og dødsmetal.
Mange bands indenfor disse genrer har indspillet hyldestalbum til Slayer, deriblandt Slatanic Slaughter 1 & 2 og Gateway to Hell. Slayer har også påvirket mange moderne hardcore punkbands. Flere af dem indspillede en hyldest med titlen "Covered in Blood", som indeholder coverversioner af alle sangene fra Reign in Blood.
MTV har skrevet at "Deres nedstemte rytmer, infektiøse guitarlicks, grafisk voldelige sangtekster og ubehagelige artwork har sat standarten for mange nye thrashbands." og "Slayers musik var direkte ansvarlig for dødsmetallens fremkommen". De har også placeret Slayer som det sjette største metalband nogensinde," ligesom Slayer også er nummer 50 på VH1's 100 Greatest Artists of Hard Rock.
Hanneman og King kom på en delt 10. plads i Guitar World's "100 største metalguitarister nogensinde" i 2004, og blev stemt ind som "Bedste Guitarist/Guitarhold" i Revolver's læserafstemning. Lombardo blev også stemt ind som "Bedste trommeslager", og bandet lå blandt de fem bedste i kategorierne "Bedste band nogensinde", "Bedste liveband", "Årets album" (for Christ Illusion) og "Årets band".
Bandets album Reign In Blood fra 1986 har været en inspirationskilde for extreme og thrash metal bands siden dets udgivelse. Albummet blev hyldet som "det tungeste album nogensinde" af Kerrang! Magazine, en "genre-definition" af Stylus Magazine, og en "stenkold klassiker ved sin udgivelse" af All Music Guide. I 2006 blev det udråbt til de sidste 20 års bedste metalalbum af Metal Hammer.
Trommeslager Lombardo har påvirket mange moderne metaltrommeslagere, deriblandt Ray Herrera fra Fear Factory, Pete Sandoval fra Morbid Angel, Bård Faust (eks-Emperor og nu i Blood Tsunami) tidligere Cradle of Filth-trommeslager Adrian Erlandsson, og Krisiun-trommeslager Max Kolesne. Patrick Grün fra Caliban's inspiration til at begynde at spille trommer kom fra Lombardo, mens Jason Bittner fra Shadows Fall var inspireret af Lombardos dobbeltbas, og begyndte derfor også selv at bruge den i sin egen musikkarriere.

## Musikalsk stil
Slayers tidlige albums blev rost for deres "halsbrækkende fart og instrumentale dygtighed". Ved at kombinere strukturen fra Hardcore Punk tempi med Speed metal udgav bandet hurtigt og aggressivt materiale. Sangen Necrophobic er bandets hurtigste med 250 beats i minuttet. Albummet Diabolus in Musica var bandets første med Drop D, og God Hates Us All var den første med Drop B ved at benytte syvstrengede guitarer. All Music Guide sagde om albummet at "de forlader deres ekstravagance og tilgænglighed fra deres sene 80'er-tidlige 90'er albums og vender tilbage til den perfekte rå stil".
Hannemans og Kings dobbelte guitarsoli er blevet kaldt "voldsomt kaotiske" og "forvredt genialitet". De to rangerer som nummer 10 på Guitar Worlds liste over de 100 bedste metal-guitarister nogensinde. Trommeslageren Lombardo bruger to stortrommer i stedet for en dobbelt stortrommepedal som bruges på en enkelt stortromme. To trommer bruges som feedback for at modtage ved at bruge to pedaler på en stortromme. Lombardos fart og aggression har fået Drummerworld til at kalde ham "Godfather of double bass".

### Tekster og musik
Hanneman, King og Araya bidrager til bandets tekster. Arayas første bidrag til det tekstmæssige indhold var South of Heaven fra 1988. Hanneman har sagt at det, at finde på tekster og musik er "free for all"; "Det er altsammen bare hvem der finder på hvad. Nogle gange er jeg godt kørende og jeg har godt materiale, det samme med Kerry -- det er hvem der har godt materiale. Enhver kan skrive hvad som helst; hvis det er godt bruger vi det, hvis det ikke er lader vi være."
Når de skriver nyt materiale, skriver bandet musikken før teksten. King eller Hanneman, som bruger en 24-spor og trommemaskine vil vise bandmedlemmerne riffet for at se hvad de synes; enten King eller Hanneman og Lombardo vil nævne hvis der bør foretages nogle ændringer. Bandet vil spille riffet for at finde den grundlæggende sangstruktur, og finde ud af hvor der kan placeres tekst og soli.

## Fejder
Pr. 2007 har Araya og King haft en fortsat fejde med Dave Mustaine fra Megadeth. Det begyndte da Mustaine prøvede at overbevise King om at blive i Megadeth i stedet for de "latterlige pigge" og "eyeliner" med "posørerne" i 1984. Mustaine har efterfølgende sagt til Araya at han kunne lide det når han "suttede hans pik" i 1991 på Clash of the Titans-turnéen. Araya har efterfølgende kaldt ham en homo på scenen. Siden deres skænderier på turnéen har King langet ud efter Mustaine i flere interviews, hvor han har kaldt ham for en "pikslikker", sagt at "alle hader ham" og at han er en "diktator".
Relationerne mellem Slayer og Machine Head er blevet forværret, da King stemplede dem som "sell -outs" efter deres udgivelse Supercharger fra 2001. King har fortsat med at kritisere bandet med at kalde dem for "ophavsmændene bag rap metal," "de narrede mig med at tro at de var metal" og "de har ingen integritet tilbage". Machine Heads' frontmand Rob Flynn syntes ikke at Kings udtalelser var provokerende og sagde at den slags kommentarer var kommet ud af ingenting. Flynn, der engang havde forgudet King, svarede "Åh mr. Sum 41 video har du så meget skide integritet nu!, hvad?!" efter King havde været med i Sum 41's musikvideo What We're All About og at "King æder så mange Cheeseburgere, at det begynder at blokere for ilttilførelsen til hjernen".

## Diskografi
| - 1983: Show No Mercy - 1985: Hell Awaits - 1986: Reign in Blood #94 US, #47 UK - 1988: South of Heaven #57 US, #25 UK - 1990: Seasons in the Abyss #40 US, #18 UK - 1994: Divine Intervention #8 US, #15 UK - 1996: Undisputed Attitude #34 US, #31 UK - 1998: Diabolus in Musica #31 US, #27 UK - 2001: God Hates Us All #28 US, #31 UK - 2006: Christ Illusion #5 US, #23 UK - 2009: World Painted Blood - 2015: Repentless | - 1984: Haunting the Chapel - 2003: Soundtrack to the Apocalypse - 2006: Eternal Pyre - 2010: The Vinyl Conflict - 1984: Live Undead - 1991: Decade of Aggression - 1995: Live Intrusion - 2003: War at the Warfield - 2004: Still Reigning - 2010: The Big Four: Live from Sofia, Bulgaria - 2019: The Repentless Killogy (Live at the Forum in Inglewood, CA) |